# Рейтинг демократії
Рейтинг демократії був індексом, складеним Асоціацією розвитку та просування демократії, незалежною організацією, що базується в Австрії. Рейтинг демократії щорічно складався з глобального рейтингу ліберальних демократій. Застосована концептуальна формула, яка вимірює якість демократії, інтегрує демократію та інші характеристики політичної системи з результатами неполітичних вимірів (гендер, економіка, знання, здоров'я та навколишнє середовище). Рейтинг демократії наголошує на ширшому розумінні демократії, створюючи концептуальний зв'язок між політикою та результатами і ефективністю суспільства. Рейтинг демократії порівнює кількарічні інтервали, надаючи результати рейтингу, які показують, як останнім часом змінювалися позиції в рейтингу та рівні балів.

## Візія
«Рейтинг демократії прагне сприяти глобальному підвищенню якості демократії на основі всесвітнього розуміння та підходу».

## Теорія, концептуальна формула та методологія
Ініціатива «Рейтинг демократії» застосовує таку концептуальну формулу для визначення демократії та вимірювання її якості:
Якість демократії = (свобода та інші характеристики політичної системи) та (результати неполітичних аспектів).  Цей підхід також враховує результати демократій. Рейтинг демократій стосується країн (країн-демократій) з населенням від одного мільйона осіб, які Freedom House класифікує як «вільні» або принаймні «частково вільні» (див. також звіт Freedom House). Рейтинг демократій чітко визначає «теоретичну основу», яка регулює теоретичне саморозуміння рейтингу демократій.  Рейтинг демократій розуміє та вимірює демократії в багатовимірній структурі та підході. Таким чином, рейтинг демократій сприяє подальшому розвитку вимірювання демократії. Згідно з рейтингом, демократія складається з шести вимірів (одного політичного та п'яти неполітичних), які мають різну вагу для загальної якості демократії. Їх вага розподіляється відповідно:
- політика (або політична система) 50%;
- гендер (гендерна рівність у соціально-економічному та освітньому плані) 10%;
- економіка (або економічна система) 10%;
- знання (суспільство знань, дослідження та освіта) 10%;
- здоров'я (або система охорони здоров'я та стан здоров'я) 10%;
- та навколишнє середовище (екологічна стійкість) 10%.   Теоретична основа рейтингу демократії заохочує до більш широкого підходу до пояснення та вимірювання демократії, охоплюючи та інтегруючи неполітичні виміри. Це стає можливим завдяки розумінню, що демократія є не лише концепцією політичної системи, а й концепцією, яка поширюється на суспільство та контекст суспільства і включає взаємодію між політикою, суспільством, економікою та навіть навколишнім середовищем. Політика (політика) несе або повинна нести відповідальність за економічні (соціально-економічні) показники. Крім того, демократія також повинна відображати контекст (природного) середовища.  Концепції демократії виявляються більш вимогливими, чим більше вони відходять від переважно виборчої демократії (з акцентом на виборах і політичних правах) до ліберальної демократії (що також охоплює громадянські свободи) і далі поширюються на ліберальну демократію високої якості. За цією логікою, Рейтинг демократії відображає і вимагає «вимогливого типу» демократії.  Методологічно Рейтинг демократії не створює нових показників, а спирається на вже існуючі показники, які регулярно публікуються відомими міжнародними та/або приватними некомерційними організаціями. Рейтинг демократії використовує доступні показники відповідно до чіткої концептуальної формули та шестивимірної структури, таким чином забезпечуючи теоретично обґрунтовану концептуальну модель (базову концепцію) того, як поєднувати та агрегувати ці показники. Залежно від джерела, зміст показників варіюється, починаючи від оцінки за результатами рецензування (індекси демократії) до показників, що відображають результати діяльності (наприклад, соціально-економічна поведінка). Ініціатива Рейтингу демократії визнає роботу таких організацій, як Freedom House, Світовий банк, а також Програма розвитку Організації Об'єднаних Націй (а саме Індекс людського розвитку).

### Роздуми про Рейтинг демократії
Робота Рейтингу демократії відображається в академічних дискусіях та в репортажах міжнародних ЗМІ.

### Рейтинг демократії
Рейтинг демократії аналізує кількарічні інтервали, виявляючи відносні позиції в рейтингу, а також зміни рівнів балів з часом. Зазвичай у контексті конкретного рейтингу демократії порівнюються понад сто країн. На основі результатів рейтингу та їх змін проводиться рейтинг поліпшення демократії з повним оприлюдненням результатів. Рейтинг поліпшення демократії акцентує увагу на збільшенні або зменшенні балів демократій у рейтингу. Окремі щорічні рейтинги рейтингу демократії також публікуються в окремих книгах.